# Marcin Bąk (tenisista stołowy)
Marcin Bąk (ur. 5 listopada 1986, zm. 11 stycznia 2017 w Szczecinie) – polski zawodnik i trener tenisa stołowego.

## Życiorys
Reprezentował barwy Gorzovii Gorzów Wielkopolski, ZKS-u Drzonków oraz Warty Kostrzyn. Był wielokrotnym medalistą mistrzostw Polski w kategoriach młodzieżowych. Wraz z zespołem Pełcz Górki Noteckie wywalczył również brązowy medal w męskiej Superlidze Tenisa Stołowego. Występował w I-lidze. Jako trener współpracował z Akademią Tenisa Stołowego Lucjana Błaszczyka. Zmarł w wyniku raka trzustki.